# Джон Дікон
Джон Річард Дікон (нар. 19 серпня 1951) — колишній англійський музикант, найзнаніший як бас-гітарист рок-гурту «Queen». Він написав декілька пісень для гурту, у тому числі «Топ-10» хітів «You're My Best Friend», «Another One Bites the Dust», «Back Chat», і «I Want to Break Free», і займався фінансовим менеджментом гурту.
Дікон виріс в Одбі, Лестершир, грав на бас-гітарі в місцевому гурті «The Opposition», а потім перейшов вивчати електроніку у Коледж Челсі, Лондон. Він приєднався до «Queen» у 1971 році завдяки своїм музичним і навичкам з електроніки, завдяки яким створив саморобний підсилювач «Deacy Amp», який гітарист Браян Мей використовував для створення гітарних оркестрів протягом всієї кар'єри «Queen». Починаючи з третього альбому «Sheer Heart Attack», він писав принаймні по одній пісні на альбом, кілька з них стали хітами. Крім баса, в студійній роботі «Queen», Дікон грав на гітарі та клавішних.
Після смерті вокаліста Фредді Мерк'юрі у 1991 році і Пам'ятного концерту в наступному році, Дікон виступав з рештою членів «Queen» всього кілька разів, а у 1997 році пішов з музичної індустрії після запису «No-One but You (Only the Good Die Young)». Він не брав участі в жодному з інших проєктів, створених двома живими учасниками, Браяном Меєм та Роджером Тейлором.

## Раннє життя
Джон Річард Дікон народився 19 серпня 1951 року в Лестері в Артура Генрі і Ліліан Моллі Дікон (уроджена Перкінс). Його батько працював у страховій компанії «Norwich Union», у 1960 році родина переїхала в гуртожиток міста Одбі. Дікона знали його друзі і товариші по гурту як «Дікса» або «Дикі». Він навчався у початковій школі Ліндена в Лестері, середній школу Гартрі і гімназії Бішем в Одбі. Він захоплювався електронікою, читав журнали на цю тему і створював невеликі пристрої, зокрема модифікацію котушкового магнітофону для запису музики безпосередньо з радіо. Він добре вчився і досяг 8 GCE O рівня і 3 A рівня, все в класі А. Особливо йому подобалася соул-музика.

## Кар'єра
Дікон приєднався до свого першого гурту «The Opposition» у 1965 році у 14 років. Гурт виконував кавер-версії хітів з чартів; Дікон грав на ритм-гітарі, використовуючи інструмент, який він купив на гроші, запозичені у засновника гурта Річарда Янга. Він переключився на бас наступного року, після того, як оригінального басиста звільнили за те, що він не поліпшив свою гру так само, як інші учасники. Бувши відданим музикантом, Дікон також був архівістом гурту, беручи вирізки з газет, навіть з оголошень, які представляли «The Opposition». Пробувши в гурті чотири роки, незабаром після того, як гурт випустив ацетатну грамплатівку з трьох пісень, Дікон зіграв свій останній концерт з цим колективом (тоді він називався «The Art») в серпні 1969 року. Він пішов, оскільки його прийняли на навчання до Коледжу Челсі в Лондоні (нині він входить в Королівський коледж Лондона), де він отримав диплом з відзнакою першого класу по електроніці у 1971 році. Ставши прихильником «Deep Purple», він побачив, як гурт у вересні виступив для запису альбому «Concerto for Group and Orchestra» з Королівським філармонічним оркестром в Королівському Альберт-Холі.
Хоча він залишив свій бас і підсилювач удома в Одбі, після менш ніж року навчання в Лондоні він вирішив, що хоче приєднатися до гурту. У 1970 році Фредді Мерк'юрі, Браян Мей і Роджер Тейлор сформували гурт «Queen»; Дікон бачив їх в жовтні того ж року, але не був відразу вражений. Пізніше у тому ж році він ненадовго сформував гурт під назвою «Deacon», який вперше виступив в Коледжі Челсі.
На початку 1971 року Дікона представив Тейлору та Мею його друг на дискотеці, і вони сказали йому, що є учасниками гурту, який щойно втратив свого басиста. Через декілька днів він пройшов прослуховування до аудиторії в Імперському коледжі Лондона і став останнім членом «Queen», який приєднався до нього. Дікона обрали за його музичний талант, спокійну поведінку і навички з електроніки. Постійна легенда стверджує, що Дікон був сьомим серед прослуханих басистів, але пізніші джерела вказують, що басистами «Queen» були по порядку: Майк Гроуз, Баррі Мітчелл, Даг Богі і Дікон. Дікон зіграв свій перший виступ з «Queen» в Коледжі управління нерухомістю в Кенсінгтоні в червні.
У «першому альбомі» «Queen» 1973 року його вказали як «Дікона Джона», щоб змусити «звучати більш цікаво». Він попросив вказувати його під справжнім ім'ям, що було зроблено на всіх альбомах, починаючи з «Queen II» (1974) і далі.
Уперше твір Дікона з'явився у третьому альбомі «Queen», «Sheer Heart Attack» (1974). Він написав «Misfire», пісню з карибської тематики, де грав майже всі партії гітари, і став співавтором «Stone Cold Crazy» з іншими членами гурту. Також виконав деякі партії соло-гітари в альбомі, тому що Мея госпіталізували з гепатитом, коли почався запис. Його друга пісня була присвячена майбутній дружині Вероніці, «You're My Best Friend» (1975), яка ввійшла до четвертого альбому гурту, «A Night at the Opera», вона стала міжнародним хітом. Згодом Дікон, як правило, писав одну або дві пісні для кожного альбому «Queen», аж до «The Miracle» (1989) і «Innuendo» (1991), які приписували гурту в цілому. Він написав хіт «Another One Bites the Dust» (1980) як танцювальну пісню, засновану на його ранній любові до соулу. Пісня звучала на чорно-білих музичних радіостанціях США. В 1980-х роках він почав більше співпрацювати з Мерк'юрі, тому що вони обидва хотіли змінити музичний напрям гурту.
Дікон відіграв велику роль в альбомі гурту «Hot Space» 1982 року. Він грав на ритм-гітарі у вступі «Staying Power» через його соул і мотаун-впливовий стилі, і наполіг на своїй грі на гітарі у його власній композиції «Back Chat», не дозволяючи Мею грати яке-небудь гітарне соло, тому що стиль не відповідав тому, який Дікон хотів. Це призвело до запеклої суперечки між ними. До середини 1980-х років Дікон почав грати і з іншими гуртами. Він виконав сингл «Picking Up Sound» для «Man Friday і Jive Junior», супергурту, у якому також брали участь Скотт Горхем з гурту «Thin Lizzy», Саймон Кірк і Мік Ральфс з гурту «Bad Company», а також Мартін Чамберс з гурту «The Pretenders». Він грав з гуртом «The Immortals», який випустив трек «No Turning Back» як частину саундтрека до фільму «Бігглз: Пригоди у часі». Дікон грав на бас-гітарі у синглі Мерк'юрі з Монсеррат Кабальє «How Can I Go On», а також працював з Елтоном Джоном і Ерролом Брауном з гурту «Hot Chocolate».
Дікон вважав, що його написання пісень однаково важливо для його музичних навичок в «Queen». Пізніше він сказав: «Якби я все життя грав в гурті на бас-гітарі, я б не був так задоволений… Я вважаю це тільки частиною своєї діяльності».

## Вихід зQueen
Дікон був найбільше засмучений смертю Мерк'юрі в листопаді 1991 року, що призвело до зниження його музичної активності. Пізніше він сказав: «Що стосується нас, то це так. Немає сенсу продовжувати. Неможливо замінити Фредді». Після того, як він тричі грав наживо з «Queen», на Концерті пам'яті Фредді Мерк'юрі заради обізнаності щодо СНІДу 20 квітня 1992 року, на благодійному концерті з Роджером Тейлором у Мідхерсті 18 жовтня 1993 року, а також на відкритті балету Бежар в Парижі 17 січня 1997 року, де він виконував тільки «The Show Must Go On» з Елтоном Джоном на головному вокалі — він вирішив піти з музики, знову з'явившись ненадовго, приєднавшись до колишніх товаришів по гурту в жовтні 1997 року для запису фінальної пісні «Queen» «No-One but You (Only the Good Die Young)», яка ввійшла до альбому «Queen Rocks», що вийшов місяць потому.
Дікон, як повідомляється, несприятливо відгукувався щодо кавер-версії Мея-Тейлора-Роббі Вільямса «We Are the Champions», записаної для фільму «Історія лицаря».
Дікон залишився поза увагою громадськості після відходу на пенсію. Він вирішив не бути присутнім на вступі «Queen» до Зали слави рок-н-ролу у 2001 році. Також не приєднався до співпраці зі співаком Полом Роджерсом (як «Queen + Пол Роджерс»), де його замінив на басу Денні Міранда. У спільному альбомі тріо «Queen + Пол Роджерс» «The Cosmos Rocks», в якому був представлений новий матеріал, йому подякували в примітках на компакт-диску. Браян Мей відтоді казав, що Дікон все ще залучений до ділової сторони «Queen», але воліє залишатися осторонь уваги. Мей також підтвердив, що Дікон схвалив створення біографічного фільму «Богемна рапсодія», де його зіграв Джозеф Маццелло.
У 2013 році недавно виявлений вид роду рівнокрилих бабок «Heteragrion (Odonata: Zygoptera)» з Бразилії був названий «Heteragrion johndeaconi» на честь Дікона, та на честь його музичної та піснярської майстерності.
В інтерв'ю 2014 року журналу «Rolling Stone», що стосується майбутнього туру «Queen + Ламберт» Північною Америкою з Адамом Ламбертом, Мей і Тейлор визнали, що у них більше немає контактів з Діконом, за винятком фінансів, Тейлор заявив, що «[Дікон] повністю вийшов на пенсію з будь-якого роду соціальних контактів», і схарактеризував його як «трохи крихкий». Однак Мей додав, що «він все ще стежить за фінансами. Джон Дікон як і раніше залишається Джоном Діконом. Ми не беремо на себе нічого фінансового, не поговоривши з ним». На гастролях виступав сесійний басист Нейл Фейрклаг.

## Музичний стиль та обладнання

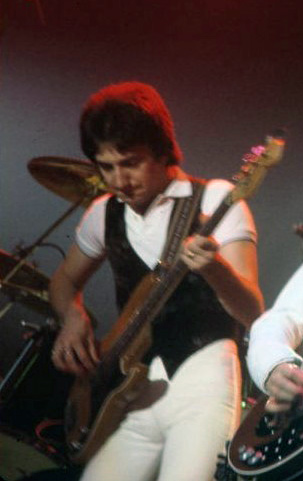
Дікон на сцені «Coliseum» у Нью-Гейвені, Коннектикут, США, 1977 рік

У 1973 році журнал «Rolling Stone Magazine» написав, що комбінація Тейлора і Дікона «вибухонебезпечна, колосальний звуковий вулкан, виверження якого змушує землю тремтіти». Дікон грав на гітарі на додаток до басу, взявши на себе ритм-партії у багатьох альбомах, а також у кількох акустичних виступах. Частина гітарної роботи в альбомі «Hot Space» (чистий звук синглу гітари «Fender Telecaster») належить Дікону. Час від часу він грав на синтезаторах в своїх власних композиціях і часто складав пісні на піаніно, наприклад, він грав на електричному піаніно «Wurlitzer» в пісні «You're My Best Friend». Також його можна побачити граючим на роялі в кліпі пісні «Spread Your Wings», хоча у фактичному записі на піаніно грав Мерк'юрі. На відміну від інших трьох членів «Queen», Дікон не співав у записах гурту, хоча він співав бек-вокал під час живих виступів.
Першим басом Дікона, що використовували в гурті «The Opposition», був «Еко», пізніше він перейшов на «Rickenbacker 4001». Упродовж більшої частини кар'єри «Queen» він використовував «Fender Precision Bass», який зазнав низки косметичних змін. До кінця кар'єри в гурті він використовував власний бас, розроблений Роджером Гіффіном. Він також іноді використовував «Stingray» компанії Ерні Болла «MusicMan» під час концертних непередбачуваних випадків. Бувши навченим інженером-електронщиком, він зміг зібрати обладнання для гурту. Його найвідоміше творіння — підсилювач «Deacy Amp», створений у 1972 році з частин електронного обладнання, знайдених в скипі, який використовувався ним самим і Меєм протягом всієї кар'єри «Queen». Багато з так званих «гітарних оркестрів» в альбомах «Queen» використовують цей підсилювач.
Дікон зазвичай грав на басу пальцями, замість того, щоб використовувати плектр. Своїми впливами він вважав гурт «Chic», Майкла Джексона і Стіві Вандера. Його улюбленими басистами були Кріс Сквайр з прогресивного рок-гурту «Yes» і Джон Ентвістл з «The Who». Клеймом гри Дікона є його басові партії. В огляді альбому «Sheer Heart Attack» у 1975 році говорилося: «Тільки в кінці новий посвячений в Queen визнає безпомилкове клеймо Джона Дікона… найменш відомого музиканта в Queen — одного з найздібніших серед його рок-покоління».

## Особисте життя
Дікона часто називають «тихим» учасником гурту. Хоча інші учасники гурту вважали його підходящим бас-гітаристом для них, він майже не виступав на репетиціях і уникав суперечок. Він живе в Патні на південному заході Лондона з дружиною Веронікою Тецлафф, з якою одружився 18 січня 1975 року, і є батьком шістьох дітей. Одна з причин відділення «Queen» від «Trident», їхньої першої керуючої компанії, полягає в тому, що вона відмовилася позичати гроші Дікону, щоб він зміг внести депозит на будинок.
Відповідно до «Списку багатіїв» від «The Sunday Times Rich List», статки Дікона оцінюються в 65 мільйонів фунтів стерлінгів, або близько 103 мільйонів доларів станом на 2011 рік.

## Дискографія
Пісні Дікона для «Queen», що вийшли як сингли :
- «You're My Best Friend» з «A Night at the Opera»[28]
- «Spread Your Wings» з «News of the World»[55]
- «Another One Bites the Dust» і «Need Your Loving Tonight» з «The Game»[28]
- «Back Chat» з «Hot Space»[56]
- «I Want to Break Free» з «The Works»[56]
- «Pain Is So Close to Pleasure», «Friends Will Be Friends» (співавтор з Фредді Мерк'юрі) і «One Year of Love» з «A Kind of Magic»[57]

Вибрані треки з альбомів «Queen»:
- «Misfire» з «Sheer Heart Attack»[58]
- «You and I» з «A Day at the Races»[59]
- «Who Needs You» з «News of the World»[60]
- «If You Can't Beat Them» і «In Only Seven Days» з «Jazz»[61]
- «Cool Cat» з «Hot Space» (співавтор з Фредді Мерк'юрі)[62]
- «Rain Must Fall» (приписано «Queen») з «The Miracle».[63]

Вибрані сольні роботи:
- «Jive Junior and Man Friday»: «Picking Up Sounds» (7" сингл, 1983)[28]
- «The Immortals»: «No Turning Back» (сингл, саундтрек до фільму «Бігглз: Пригоди у часі») (1986)[64]